# Вербівське
Ве́рбівське (колишній хутір Розгульний) — село у Синельниківському районі Дніпропетровської області. Входить до складу Васильківської селищної громади. Населення становить понад 400 осіб. До 2018 року орган місцевого самоврядування — Письменська селищна рада.

## Історія
12 червня 2020 року, відповідно до розпорядження Кабінету Міністрів України № 709-р від «Про визначення адміністративних центрів та затвердження територій територіальних громад Дніпропетровської області», увійшло до складу Васильківської селищної громади.
19 липня 2020 року, під час адміністративно-територіальної реформи та ліквідації Васильківського району, село увійшло до складу  новоутвореного Синельниківського району.

## Географія
Село Вербівське розташовано в південно-західній частині Васильківської громади біля витоків річки Соломчина. На півдні межує з селом Трудолюбівка, Запорізького району Запорізькій області, на сході межує з селом Рубанівське, на півночі з селом Зелений Гай та на заході з селом Носачі.

## Економіка
- «Авангард», ТОВ[4].

## Об'єкти соціальної сфери
- Школа.
- Будинок культури.
- Амбулаторія
- Дитячий садочок.

## Визначні пам'ятки
В селі розташовано один з найстаріших монастирів центральної України — Свято-Знаменський жіночий монастир Української православної церкви (МП). Настоятелька — ігуменя Георгія (Емельянова). 10 грудня 2007 року цей монастир відзначив 100-річний ювілей з дня отримання статусу.